# Jezus z Montrealu

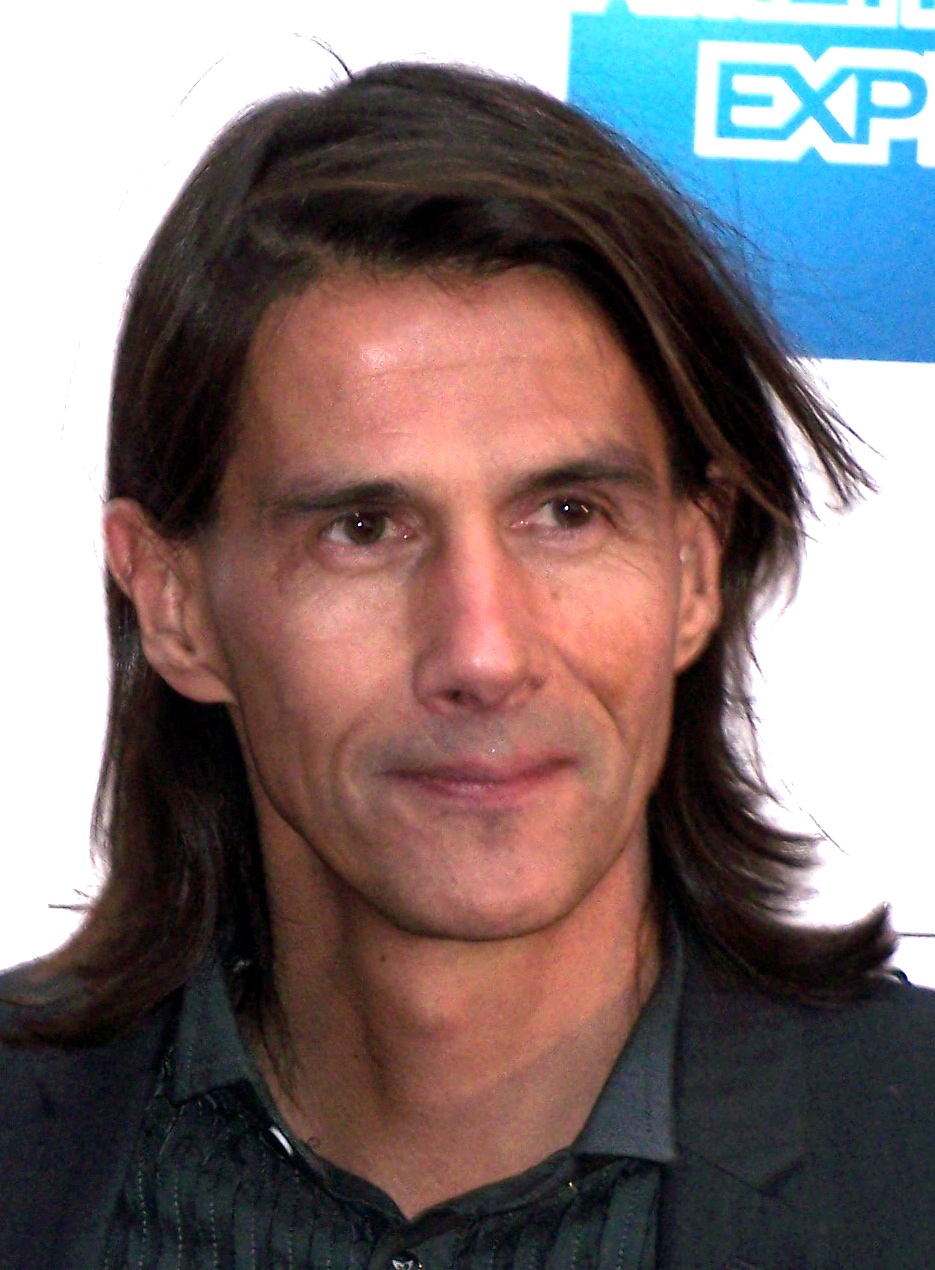
Lothaire Bluteau – odtwórca głównej roli.

Jezus z Montrealu (fr. Jésus de Montréal) – kanadyjsko-francuski dramat z 1989 roku w reżyserii Denysa Arcanda.

## Główne role
- Lothaire Bluteau – Daniel
- Catherine Wilkening – Mireille
- Johanne-Marie Tremblay – Constance
- Rémy Girard – Martin
- Robert Lepage – René
- Gilles Pelletier – ksiądz Leclerc
- Yves Jacques – Richard Cardinal

## Fabuła
Daniel Coulombe jest młodym awangardowym artystą. Od proboszcza montrealskiego sanktuarium na wzgórzu (podobnego do Oratorium św. Józefa) otrzymuje zadanie wystawienia i przygotowania przedstawienia pasyjnego. Dla Daniela będzie to także wewnętrzna podróż duchowa. Inspiruje się Biblią, głównie Ewangelią według św. Marka, ale i tekstami apokryficznymi. Jednocześnie szukając aktorów wszędzie doświadcza brutalizacji życia i brak wyższych wartości. W końcu Pasja zostaje wystawiona, ale wywołuje skandal.

## Nagrody i nominacje (wybrane)
Oscary za rok 1989
- Najlepszy film nieanglojęzyczny (nominacja)

Złote Globy 1989
- Najlepszy film zagraniczny (nominacja)

Nagrody BAFTA 1990
- Najlepszy film nieanglojęzyczny (nominacja)

42. MFF w Cannes
- Nagroda Jury
- Nagroda Jury Ekumenicznego